# Травматизм у гірничій промисловості

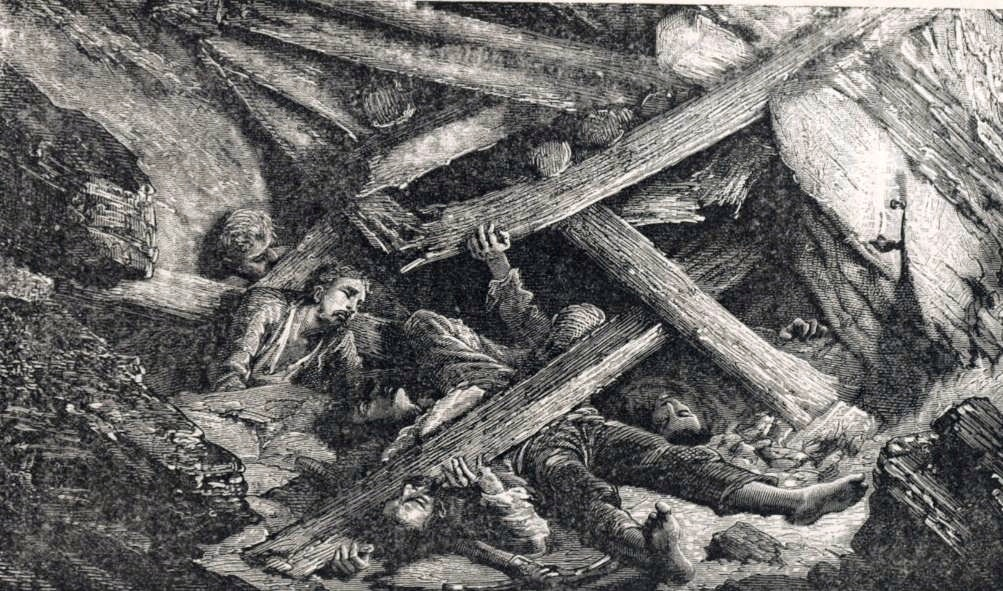
19 ст. Аварія на шахті.

Пожежа на нафтовій платформі «Deepwater Horizon»

Травматизм у гірничій промисловості – травматизм, обумовлений специфічними особливостями гірничого виробництва, а саме: впливом гірничого тиску, обмеженими розмірами виробок, переміщенням гірничих машин, проведенням вибухових робіт, вибухонебезпечністю рудникового повітря тощо. Травматизм оцінюється кількістю травмованих за місяць, квартал, півріччя, рік на 1000 працюючих, 1 млн.т видобутої корисної копалини, 100 тис. вироблених годин і т. ін. Серед галузей гірничої промисловості найбільш високий травматизм у вугільній промисловості. 
Кількість загиблих на вугільних шахтах України за 1991-2001 рр.: 1991 – 346 чол., 1992 – 459 чол., 1993 – 381 чол., 1994 – 423 чол., 1995 – 339 чол., 1996 – 342 чол., 1997 – 290 чол., 1998 – 363 чол., 1999 – 283 чол., 2000 – 306 чол., 2001 – 295 чол., 2003 – 197; 2005 – 111 чол., 2006 – 99 чол., 2009 – 137 чоловік. Коефіцієнт частоти смертельного травматизму на 1 млн.т. видобутого вугілля в Україні: 1994 р. – 3,6; 1995 – 3,7; 1996 – 4,0; 1997 – 3,7; 1998 – 4,4; 1999 – 3,57; 2000 – 3,8; 2001 – 3,54; 2002 – 2,8; 2003 – 2,5; 2005 – 2,41; 2006 – 2,14; 2009 – 2,40.
Розслідування, облік та аналіз травматизму виконуються згідно з вимогами “Положення про розслідування та облік нещасних випадків, професійних захворювань та аварій на підприємствах і в організаціях”. 
Травматизм у інших галузях гірничої промисловості менший ніж у вугільній галузі. Так на всіх морських нафтовидобувних платформах за останні 30 років загинуло близько 300 чол. 